# Diego Ramirezöarna

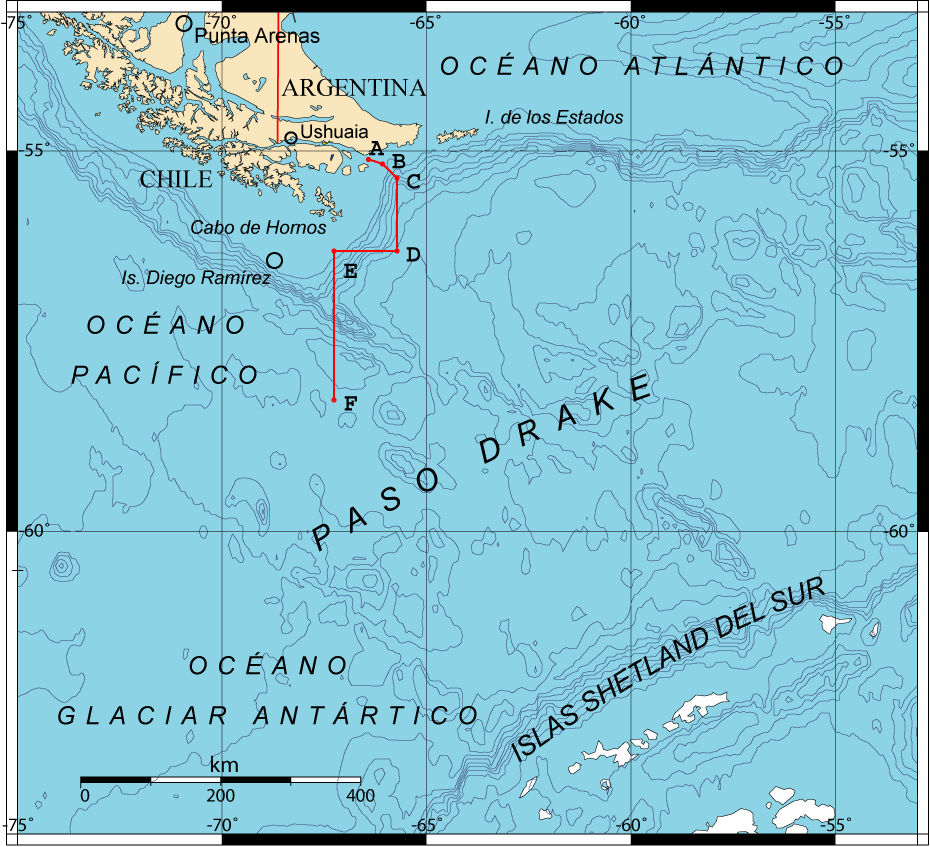
Lägeskarta.

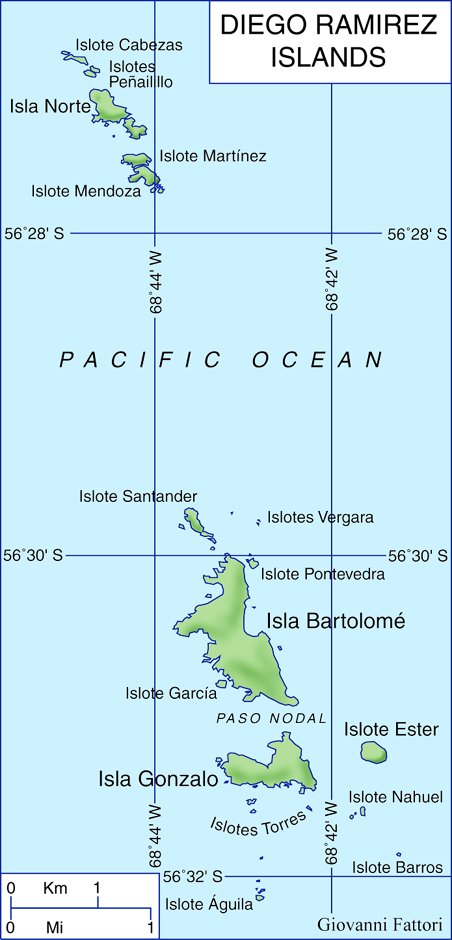
Översiktskarta.

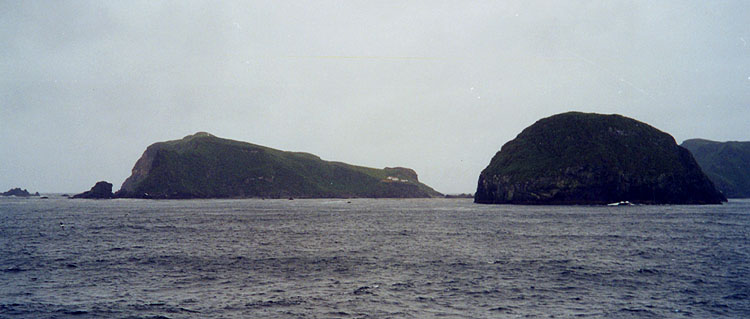
Några av Diego Ramirezöarna.

Diego Ramirezöarna (spanska Islas Diego Ramírez) är en ögrupp i södra Chile och är den sydligaste platsen i Sydamerika och tillhör samtidigt världens yttersta platser.

## Geografi
Diego Ramirezöarna ligger i Drakes sund cirka 100 km sydväst om Kap Horn och cirka 790 km nordväst om Sydshetlandsöarna.
Ögruppen saknar bofasta invånare förutom några forskare på en meteorologisk station på den näst största ön. Hela ögruppen har en area på cirka 1 km² och sträcker sig cirka 8 km från nord till syd och består av två grupper som skiljs åt av ett 3 km brett sund.
Norra gruppen
- Islote Cabezas
- Islote Peñailillo
- Isla Norte
- Islote Martínez
- Islote Mendoza

Södra gruppen
- Islote Santander
- Islotes Vergara
- Islote Pontevedra
- Isla Bartolomé, huvudön
- Islote García
- Isla Gonzalo, näst största ön
- Islote Ester
- Islotes Torres
- Islote Nahuel
- Islote Barros
- Islote Águila

Förvaltningsmässigt ligger Diego Ramirezöarna i kommunen Cabo de Hornos i provinsen Provincia de la Antártica Chilena i regionen Región de Magallanes y de la Antártica Chilena.
Ögruppen är en viktig boplats för sjöfåglar, däribland Svartbrynad albatross, Klipphopparpingvin och Sydlig jättestormfågel.

## Historia
Diego Ramirezöarna upptäcktes den 12 februari 1619 av Marco Ramirez i den spanska Garcia de Nodal expeditionen med uppdrag att utforska området. Området var det sydligaste kända landområdet i 156 år tills upptäckten av Sydshetlandsöarna år 1775.
Ögruppen kartlades åren 1830-1834 av den brittiska expeditionen med fartyget "HMS Beagle" under ledning av kapten Robert FitzRoy.
1957 upprättade den chilenska flottan en meteorologisk station vid Caleta Condellviken på den norra sidan av Isla Gonzalo. Denna station är den sydligaste bemannade utanför Antarktis.